# Eurylophella verisimilis
Eurylophella verisimilis är en dagsländeart som först beskrevs av Mcdunnough 1930.  Eurylophella verisimilis ingår i släktet Eurylophella och familjen mossdagsländor. Inga underarter finns listade i Catalogue of Life.